# Arion (program)
Program Arion (ang. Programme of study visits for education specialists – Arion) – część programu Socrates I i Socrates II oraz Lifelong Learning Programme mający na celu opracowanie wizyt studyjnych specjalistów niższych szczebli odpowiedzialnych za edukację. Czas trwania wizyt studyjnych wynosi 1 tydzień. Wizyty w poszczególnych państwach przygotowują instytucje edukacyjne w oparciu o wytyczne Komisji Europejskiej. W każdej wizycie uczestniczy zwyczajowo grupa złożona z ok. 10–15 osób, które reprezentują różne kraje europejskie, zarówno zrzeszone w UE, jak i w EFTA, a także państwa kandydujące do członkostwa w UE. Wizyta finansowana jest ze środków Unii Europejskiej w formie indywidualnego grantu, rozliczanego jako wyjazd służbowy. Działania, w ramach programu Arion, zarządzane i obsługiwane są na szczeblu krajowym przez agencję narodową. Projekt otrzymał nazwę na cześć żyjącego w VII wieku p.n.e. na wpół mitycznego poety i kitarzysty greckiego – Ariona.
Cele projektu Arion:
- wymiana informacji i doświadczeń w dziedzinie szeroko pojętej edukacji;
- umożliwienie szkolenia osobom odpowiedzialnym za edukację na poziomie lokalnym, regionalnym i ogólnokrajowym;
- stworzenie możliwości analizowania i doskonalenie własnej pracy, w świetle bezpośredniego poznania odmiennych struktur edukacyjnych i reform w innych państwach, osobom pełniącym ważne funkcje w edukacji;
- analiza i modyfikacja własnej pracy w oparciu o przykłady dobrej praktyki i zastosowanych rozwiązań w krajach członkowskich i stowarzyszonych;
- gromadzenie aktualnych danych i informacji dotyczących rozwoju systemów edukacyjnych w krajach UE oraz udostępnienie ich osobom zainteresowanym;
- nawiązywanie kontaktów z instytucjami i placówkami edukacyjnymi w innych państwach;
- możliwość poznania odmiennego dziedzictwa kulturowego poszczególnych państw.